# Улица Косте Живковића (Београд)
| Улица Косте Живковића | Улица Косте Живковића |
| --------------------- | --------------------- |
|                       |                       |
| Општина               | Раковица              |
| Почетак               | Срзентићева           |
| Крај                  | Пере Велимировића     |
| Створена              | 1920-их година        |
| Названа               | Коста Живковић        |
|                       |                       |
|                       |                       |

Косте Живковића је улица која се налази у насељу Стари Кошутњак, у општини Раковица. 

## О насељу
Улица се налази у насељу које се сада зове Стари Кошутњак (првобитни назив је био Железничка колонија). Почетком 20-их година прошлог века, дирекција железница у Министарству саобраћаја, је покренула иницијативу за изградњу железничке колоније у долини Лисичијег потока, у Кошутњаку. Министарство железнице својим радницима помогло да добију кредите за куповину земљишта и бесплатно им превезло камен и бетонско гвожђе за изградњу кућа. Обзиром на начин настанка насеља, коме је једина веза са Београдом више од 30 година био воз, једна од улица је добила име по инжењеру Кости Живковићу. 

## О Кости Живковићу
Године 1903. на челу Одељења за грађење железница био је инспектор Коста Живковић, веома спреман и агилан инжењер који је тадашње 
одељење за Грађење, за неколико година управљања њиме, проширио и увећао у засебно одељење. У мају 1903 године Живковић је поставио у 
одељењу много младих инжењера са Београдске Технике, који су били без икакве праксе у грађењу железница. Он им је био старешина и уједно 
учитељ. Сви ти млади инжењери су били ангажовани на трасирању, обележавању и грађењу пруге Сталаћ-Крушевац-Краљево-Чачак-Ужице-Шарган- Вардиште.